# OG Eastbull
OG Eastbull, pseudonimo di Alfred Hodor (Treviri, 12 luglio 1991), è un rapper italiano di origine rumena, membro dei gruppi musicali BPR SQVAD e Golani.

## Biografia
Nato in Germania e di origine rumena, è cresciuto a Roma nel quartiere Due Ponti.
Il suo nome d'arte indica le sue origini: OG sta per Original Golani (che come spiega in rumeno ha un'accezione ampia), Eastbull sta per "toro dell'est".
Con la sua crew vanta delle collaborazioni con il produttore Sick Luke.
Raggiunge il successo con la sua hit estiva Bella giornata, divenuto un successo sulle piattaforme digitali. Successivamente si afferma con un altro pezzo Ballo del blocco in collaborazione con Achille Lauro.
Un anno dopo il grande successo italiano di Bella giornata, che gli ha fruttato un disco di platino per le 50 000 unità vendute in territorio italiano, arriva una nuova versione internazionale realizzata in collaborazione con il rapper tedesco Limit 29.

## Discografia

### Album in studio
- 2018 – La vita è bella
- 2022 – Foame și ambiție
- 2024 – Cel mai frumos show

### EP
- 2019 – Bella giornata

### Singoli
- 2017 – Bruce Lee
- 2017 – Fai er bravo Pt. 1
- 2017 – Fai er bravo Pt. 2
- 2017 – Majin Boo
- 2017 – Mamma
- 2018 – Bam Margera
- 2018 – Ballo del blocco (feat. Achille Lauro)
- 2018 – Bella giornata/Schöner Tag (solo, con James Grey o Limit29)
- 2018 – Roma
- 2018 – Aldo
- 2019 – E io pago
- 2019 – Contactu (con Tovaritch e Nane)
- 2020 – Panamera (con Herve Pagez)
- 2020 – Niña
- 2020 – Regula 1 Freestyle
- 2020 – Contactu II (con Tovaritch e Nane)
- 2020 – Narcos
- 2021 – Harvard (feat. Nane)
- 2021 – Van Gogh
- 2021 – Flexin' (con Nosfe e L'oracle)
- 2021 – Toata Romania (con The Rose)
- 2021 – Fendi Freestyle
- 2022 – Nefertiti (con Gridan e Amuly)
- 2022 – Mamma mi' (con Nane e Tata Vlad)
- 2022 – Radio Sexy (feat. Killa Fonic)
- 2022 – Trening negru (con Cadillac e Tata Vlad)
- 2023 – 2016 Freestyle (con Blanco, DZWS e Petre Ștefan)
- 2023 – Napoli (feat. Speranza, Killa Fonic & Gridan)
- 2023 – Shefu (con Lino Golden e Blanco)
- 2023 – King of Nordului (con Matteo)
- 2023 – International (con YungHope)
- 2023 – Regula 2 (feat. Andrei)
- 2024 – Din Miami pana in Roma (con Drei, Marko Glass e Andrei)
- 2024 – Legenda
- 2024 – Pot să fiu (con Connect-R)
- 2024 – Geamu jos (con Shift e Ruby)
- 2024 – Muzeu (con Noua Unspe)
- 2025 – Lacrimi (con Daria Lupi)
- 2025 – Snoop Dogg (con DZWS)
- 2025 – All'italiana (con Alex Velea)